# Чемпионат Украины по фехтованию 2025
Чемпионат Украины по фехтованию 2025 года прошёл с 19 по 22 апреля в Киеве на базе школы высшего спортивного мастерства. Организатором соревнований выступила Федерация фехтования Украины. В рамках турнира было разыграно 12 комплектов наград.
Второй год подряд чемпионат проходил в комплексном формате, одновременно объединяя представителей — шпаги, рапиры и сабли. Спортсмены определяли сильнейших как в личных, так и в командных дисциплинах.
Финальные поединки транслировались в прямом эфире на телеканале XSPORT, а также на YouTube-каналах Министерства молодёжи и спорта Украины и Федерации фехтования Украины. Генеральным партнёром турнира выступила букмекерская компания FavBet.

## Ход турнира
В церемонии открытия приняли участие президент Национального олимпийского комитета Украины Вадим Гутцайт, президент Федерации фехтования Украины Михаил Ильяшев, главный тренер национальной сборной Наталия Конрад, а также фехтовальщики — Григорий Крисс, Сергей Парамонов и Ольга Харлан.
В турнире приняли участие 337 фехтовальщиков, включая лидеров украинского фехтования: олимпийских чемпионок Алину Комащук, Юлию Бакастову, Елену Кравацкую, Яну Шемякину, бронзового призёра Олимпиады Игоря Рейзлина, чемпионов Европейских игр Джоан Фейби Бежура и Андрея Ягодку, а также действующую вице-чемпионку Европы Дарью Миронюк.
На чемпионате 2025 года впервые в карьере титул чемпионов Украины завоевали 16-летняя Алина Дмитрук (шпага) и 21-летний Андрей Опанасенко (шпага). В женской сабле победу одержала олимпийская чемпионка Алина Комащук. На верхнюю ступень пьедестала вернулись Юрий Цап (сабля) и Ольга Сопит (рапира). В седьмой раз подряд чемпионом в мужской рапире стал Клод Юнес, представлявший Львов.
В командном зачёте победу одержали представители Львовской области, завоевавшая четыре золотые медали. Больше всего наград — 19 (2 золотые, 7 серебряных и 10 бронзовых) — завоевали представители Киева. Столичная команда рапиристок одержала победу в чемпионате Украины в 15-й раз подряд.
По итогам соревнований были сформированы составы национальной сборной Украины для участия в чемпионатах Европы и мира.

## Расписание
- 19.04.2025 — личные соревнования: шпага (мужчины), рапира и сабля (женщины)
- 20.04.2025 — командные соревнования: шпага (мужчины), рапира и сабля (женщины)
- 21.04.2024 — личные соревнования: шпага (женщины), рапира и сабля (мужчины)
- 22.04.2025 — командные соревнования: шпага (женщины), рапира и сабля (мужчины)

## Судьи
Главным судьёй чемпионата был Алексей Брызгалов.
Список судей турнира:
- Байдаченко Вадим (Киев)
- Бойков Владислав (Киев)
- Бочаров Михаил (Харьков)
- Евтушенко Владимир (Киевская область)
- Зарубин Валерий (Киевская область)
- Конопацкий Станислав (Ровно)
- Красовский Александр (Киев)
- Мамедов Рустам (Киев)
- Марко Елена (Киев)
- Никишин Богдан (Днепр)
- Пундик Дмитрий (Хмельницкий)
- Радь Александр (Закарпатская область)
- Савченко Татьяна (Киевская область)
- Семикоз Роман (Киевская область)
- Симангауз Алексей (Киев)
- Стаценко Евгений (Киев)
- Телижин Алина (Ивано-Франковск)
- Тур Максим (Киевская область)
- Хворост Максим (Харьков)
- Чмерека Дарья (Львов)

## Мужчины
| Дисциплина            | Золото                                                           | Серебро                                                              | Бронза                                                                     |
| --------------------- | ---------------------------------------------------------------- | -------------------------------------------------------------------- | -------------------------------------------------------------------------- |
| Командная сабля       | Николаев Вячеслав Дзюба Богдан Боговин Даниил Скороход Юрий Цап  | Киев Василий Гумен Дмитрий Колобаев Роман Красновид Алексей Стаценко | Черкассы Даниил Абросимов Станислав Закутный Игорь Маркунин Илья Сидоренко |
| Индивидуальная сабля  | Юрий Цап Николаев                                                | Вячеслав Дзюба Николаев                                              | Дмитрий Колобаев Киев                                                      |
| Индивидуальная сабля  | Юрий Цап Николаев                                                | Вячеслав Дзюба Николаев                                              | Андрей Ягодка Одесса                                                       |
| Командная шпага       | Харьков Евгений Горбачук Андрей Опанасенко Роман Свичкарь Ян Сыч | Киев-2 Даниил Гойда Максим Перчук Юрий Тараненко Руслан Тимошенко    | Киев-1 Никита Кошман Евгений Макиенко Владимир Станкевич Игорь Рейзлин     |
| Индивидуальная шпага  | Андрей Опанасенко Харьков                                        | Владимир Станкевич Киев                                              | Никита Кошман Киев                                                         |
| Индивидуальная шпага  | Андрей Опанасенко Харьков                                        | Владимир Станкевич Киев                                              | Михаил Краснюк Днепр                                                       |
| Командная рапира      | Львов Максим Гаравский Даниил Гойда Янислав Корецкий Клод Юнес   | Николаев Елизар Дирда Никита Асташов Михаил Гурин Максим Коржовой    | Киев Олег Кокоровец Андрей Погребняк Богдан Пнивчук Дмитрий Чучукало       |
| Индивидуальная рапира | Клод Юнес Львов                                                  | Богдан Пнивчук Киев                                                  | Андрей Погребняк Киев                                                      |
| Индивидуальная рапира | Клод Юнес Львов                                                  | Богдан Пнивчук Киев                                                  | Елизар Дирда Николаев                                                      |

## Женщины
| Дисциплина            | Золото                                                                        | Серебро                                                                 | Бронза                                                                          |
| --------------------- | ----------------------------------------------------------------------------- | ----------------------------------------------------------------------- | ------------------------------------------------------------------------------- |
| Индивидуальная сабля  | Алина Комащук Одесса                                                          | Елена Кравацкая Одесса                                                  | Александра Бондарь Николаев                                                     |
| Индивидуальная сабля  | Алина Комащук Одесса                                                          | Елена Кравацкая Одесса                                                  | Дарья Гонцова Черкассы                                                          |
| Командная сабля       | Одесса Алина Комащук Елена Кравацкая Мария Озаренко Валерия Моренец-Кубанская | Черкассы София Головкина Дарья Гонцова Валерия Гнидашева Дарья Науменко | Киев Юлия Бакастова Мария Цимбота Валерия Щепкина Вероника Иванова              |
| Командная шпага       | Львов Алина Дмитрук Анна Максименко Ксения Пантелеева Анастасия Ивченко       | Киев Джоан Фейби Бежура Инна Бровко Елена Кривицкая Влада Харькова      | Армеец (Киев) Маргарита Ангарская Мария Волошина Полина Кулешова Мария Новикова |
| Индивидуальная шпага  | Алина Дмитрук Львов                                                           | Инна Бровко Киев                                                        | Елена Кривицкая Киев                                                            |
| Индивидуальная шпага  | Алина Дмитрук Львов                                                           | Инна Бровко Киев                                                        | Ксения Пантелеева Львов                                                         |
| Командная рапира      | Киев-1 Екатерина Буденко Кристина Петрова Дарья Миронюк Ольга Сопит           | Николаев Дарья Гусаренко Кристина Кулик Алина Полозюк Милана Степовик   | Киев-2 Аглая Борисова Светлана Брызгалова Анна Тараненко Елизавета Чижикова     |
| Индивидуальная рапира | Ольга Сопит Киев                                                              | Кристина Петрова Киев                                                   | Дарья Миронюк Киев                                                              |
| Индивидуальная рапира | Ольга Сопит Киев                                                              | Кристина Петрова Киев                                                   | Алина Полозюк Николаев                                                          |

## Общий зачёт
| Регион                   | Золото | Серебро | Бронза | Всего |
| ------------------------ | ------ | ------- | ------ | ----- |
| Львовская область        | 4      | 0       | 1      | 5     |
| Киев                     | 2      | 7       | 10     | 19    |
| Николаевская область     | 2      | 3       | 3      | 8     |
| Одесская область         | 2      | 1       | 1      | 4     |
| Харьковская область      | 2      | 0       | 0      | 2     |
| Черкасская область       | 0      | 1       | 2      | 3     |
| Днепропетровская область | 0      | 0       | 1      | 1     |